# رود پس
رود پس (انگلیسی: Pes)  یک رودخانه در استان ولوگدای کشور روسیه است.